# Modesto Bría
Modesto Bría   (Encarnación, 8 de març de 1922 - Rio de Janeiro, 30 d'agost de 1996) fou un futbolista paraguaià de la dècada de 1940.
Pel que fa a clubs, defensà els colors de Nacional, Flamengo i Santa Cruz FC.
Fou entrenador del Flamengo en tres etapes: 1959–1960, 1967 i 1981.